# Голдстейн, Джозеф (писатель)
Джозеф Голдстейн — один из первых американских учителей випассаны, сооснователь образованного в 1975 году «Общества медитации прозрения»(IMS) вместе с Джеком Корнфилдом и Шэрон Зальцберг, автор многочисленных популярных книг по буддизму, постоянный ведущий учитель в IMS и руководитель ретритов по всему миру по медитации прозрения (випассана) и любящей доброты (метта).
В то время как большинство публикаций Голдстейна знакомят западного читателя в первую очередь с концепциями, практиками и ценностями Тхеравады, в книге 2002 года «Единая Дхарма. Зарождение западного буддизма» он исследует возможность создания структуры для интеграции традиций тхеравады, тибетского буддизма и дзэн.

## Публикации на русском языке
- (1976) Голдстейн Дж. Опыт прозрения. Простое практическое руководство к буддийской медитации = The Experience of Insight: A Simple and Direct Guide to Buddhist Meditation. — Нижний Новгород: Беловодье, 2007. — 192 с. — ISBN 5-87452-043-0.
- (1987) Голдстейн Дж., Корнфилд Дж. Путь к сердцу мудрости. Опыт прозрения = Seeking the heart of wisdom: the path of insight meditation. — Андреев и сыновья, 1993. — 448 с. — ISBN 5-87452-043-0.
- (2002) Голдстейн Дж. Единая Дхарма. Зарождение западного буддизма = One Dharma: The Emerging Western Buddhism. — 2023. — 223 с. — (Самадхи).